# Aloeides angolensis
Aloeides angolensis is een vlinder uit de familie van de Lycaenidae. De wetenschappelijke naam van de soort is voor het eerst gepubliceerd in 1973 door Gerald Edward Tite en Charles Gordon Campbell Dickson.
De soort komt voor in Angola.